# Corpuscularianisme

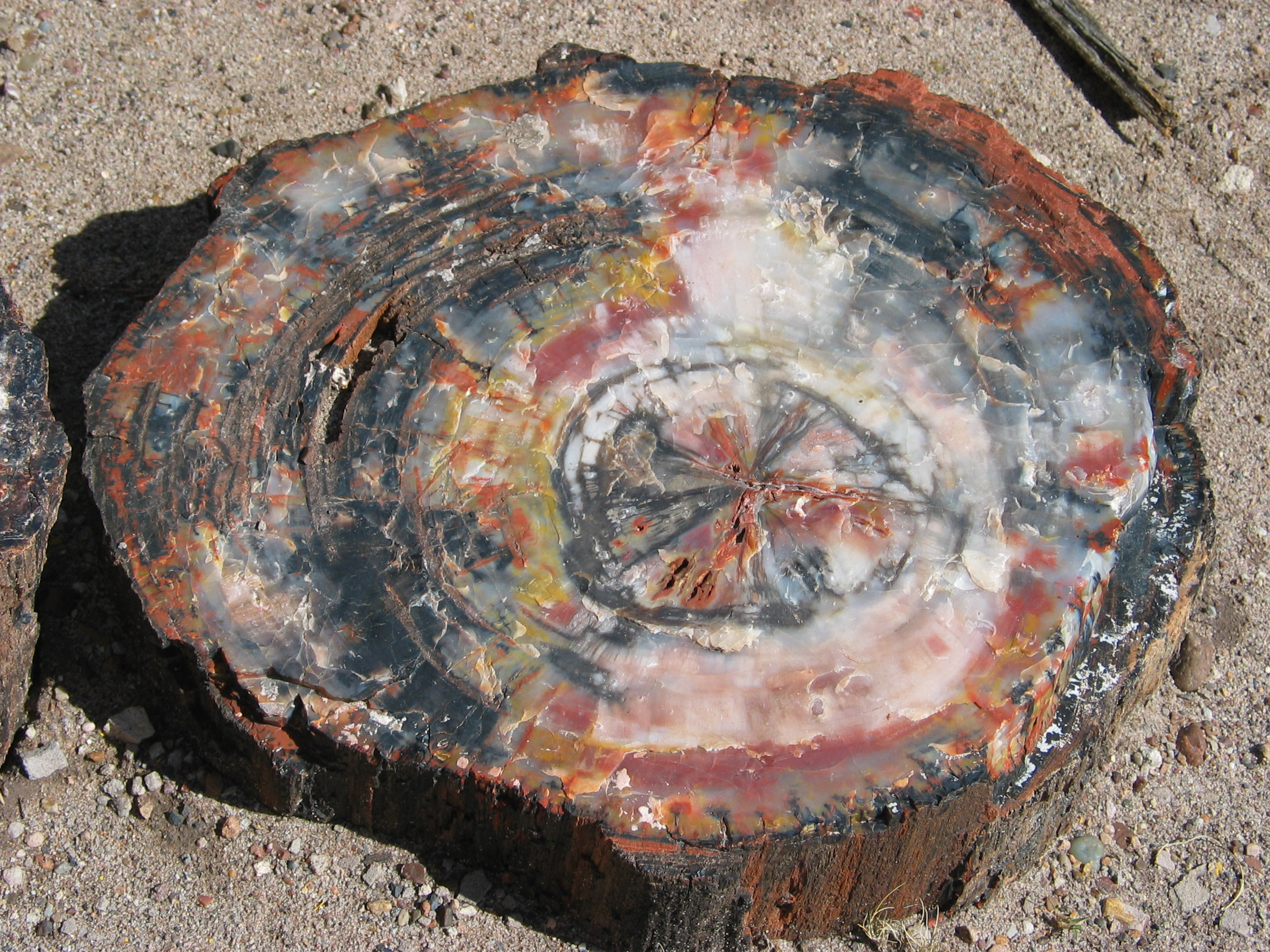
Het corpuscularianisme probeerde een verklaring te geven voor fossilisatieprocessen

Corpuscularianisme is een fysische theorie die er van uitgaat dat alle materie is samengesteld uit kleine deeltjes; deze theorie werd erg belangrijk in de zeventiende eeuw. De belangrijkste aanhangers waren Pierre Gassendi, Robert Boyle en John Locke.

## Beschrijving
Het corpuscularianisme is vrijwel gelijk aan de theorie van het atomisme, behalve dat atomen niet verondersteld werden splitsbaar te zijn terwijl een corpusculair dat in principe wel was. Volgens deze theorie zou het dan mogelijk zijn kwik te splitsen in metalen, waarbij de interne structuur zou vervormen; dit zou een stap op de weg zijn naar de productie van goud door middel van transmutatie. Corpuscularianisme werd door de tegenstanders wel in verband gebracht met de aanname dat sommige verschijningsvormen van voorwerpen verschijnselen zijn van de perceptie van de geest. Het corpuscularianisme bleef gedurende vele eeuwen een belangrijke stroming en werd in de zeventiende eeuw vermengd met alchemistische ideeën door wetenschappers als Robert Boyle en Isaac Newton.
Filosoof Thomas Hobbes gebruikte het corpuscularianisme om zijn politieke theorieën te rechtvaardigen in het boek Leviathan. De theorie werd door Newton gebruikt bij de ontwikkeling van zijn corpusculaire theorie van het licht. Boyle gebruikte de theorie om zijn corpusculaire filosofie betreffende het mechanisme te ontwikkelen, die de basis vormde voor de scheikundige revolutie.

## Toepassingen en belang voor de theorievorming
William R. Newman meende dat de oorsprong van het corpuscularianisme gelegen was in het vierde boek van Aristoteles, de Meteorologica. De "droge" en "vochtige" ademhaling van Aristoteles werden de alchemische zwavel- en kwikelementen van de achtste-eeuwse Islamitische alchemist Jabir ibn Hayyan (721-815) en van anderen. De dertiende-eeuwse Summa perfectionis of Pseudo-Gerber, geschreven door een Italiaanse of Spaanse franciscaanse alchemist, soms wel geïdentificeerd als Paul van Taranto, bevat de theorie dat verenigde zwavel- en kwikdeeltjes, die verschilden in zuiverheid en relatieve grootte, de basis zouden vormen van een meer ingewikkeld proces.
Een aantal van de principes van de theorie van het corpuscularianisme vormde later de basis voor de moderne scheikunde. Het idee dat samengestelde materie eigenschappen kon hebben die verschilden van de eigenschappen van de afzonderlijke elementen, gebruikt om de materie samen te stellen, vormde later de basis van de moleculaire scheikunde. Het idee dat indien elementen in verschillende verhoudingen in bepaalde verbindingen gecombineerd werden, er verschillende stoffen ontstonden die ieder geheel andere eigenschappen hadden, vormde later de basis van de stoichiometrie, de kristallografie en bepaalde studies binnen de chemische synthese. Maar waarschijnlijk de meeste invloed had het corpuscularianisme in het aandacht vragen en mogelijke verklaringen geven voor het gegeven dat na bepaalde chemische processen de samenstelling van een object was veranderd zonder dat de vorm significant veranderd was (later de basis van de fossilisatietheorie door middel van mineralisatie en het latere begrip van een groot aantal metallurgische, biologische en geologische processen).